# Kampfgeschwader

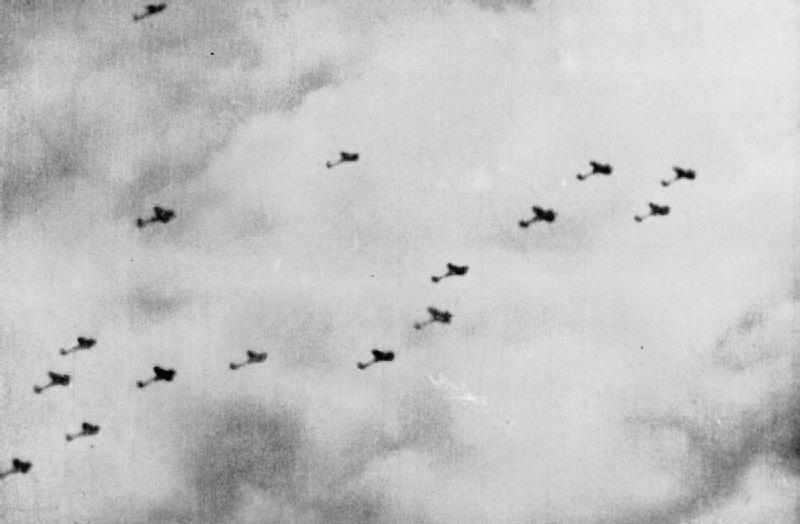
Esquadrão de bombardeiros Heinkel He 111 do Kampfgeschwader 55 depois de bombardear Southampton em 26 de Setembro de 1940.

Os Kampfgeschwader (ou Regimentos de bombardeiros frequentemente abreviado para Kastas) foram esquadrões de bombardeiros especializados na Luftstreitkräfte (Serviço Aéreo Alemão) a partir da Primeira Guerra Mundial e também na Luftwaffe durante a Segunda.